# Сериков, Даутали
Даутали Сериков (1880, село Шубар, Туркестанский край — не ранее 1948) — колхозник, звеньевой колхоза «Жаналык», Герой Социалистического Труда (1948).

## Биография
Родился в 1880 году в селе Шубар (сегодня — Кербулакский район, Алматинская область, Казахстан). В 1930 году вступил в колхоз имени «Жаналык» Талды-Курганской области. Первоначально работал рядовым колхозником. В 1945 году был назначен звеньевым свекловодческого звена.
В 1947 году свекловодческое звено под руководством Даутали Серикова собрало с участка 2 гектара по 850 центнеров сахарной свеклы. За этот доблестный труд он был удостоен в 1948 году звания Героя Социалистического Труда.

## Награды
- Медаль «За трудовую доблесть» (1945);
- Герой Социалистического Труда (1948);
- Орден Ленина (1948).